# 双色野鸢尾

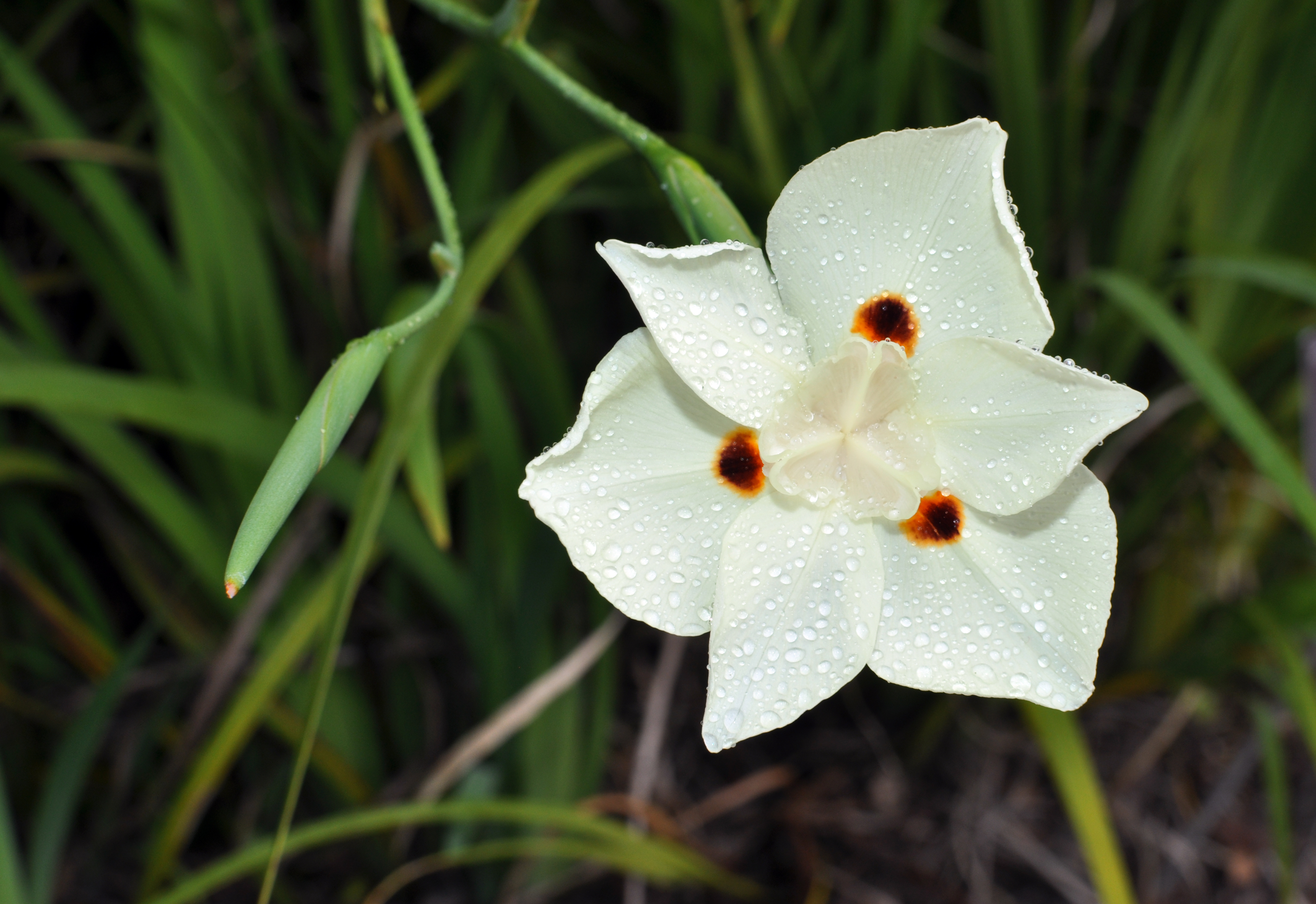
白色变种

双色野鸢尾（学名：Dietes bicolor）為鸢尾科非洲鳶尾屬下多年生草本水生植物。地下部有根莖。种名 bicolor 意为“二色的”。
葉片細長，劍形，革質。葉片具明顯中肋。花莖細長，高度可達1公尺。花瓣白色至黃色，基部有鑲著橙色邊緣的巧克力色斑塊，最中心處則為橙色斑點。春夏為花期，花朵壽命僅只一天，但花開花謝不斷。因原生地為南非，所以又名非洲雙色鳶尾，也有非洲野鳶尾的稱法。
雙色野鳶尾雖屬水生植物，也可地栽，只要保持土壤濕潤即可正常生長。喜陽，可耐半蔭。

## 圖片

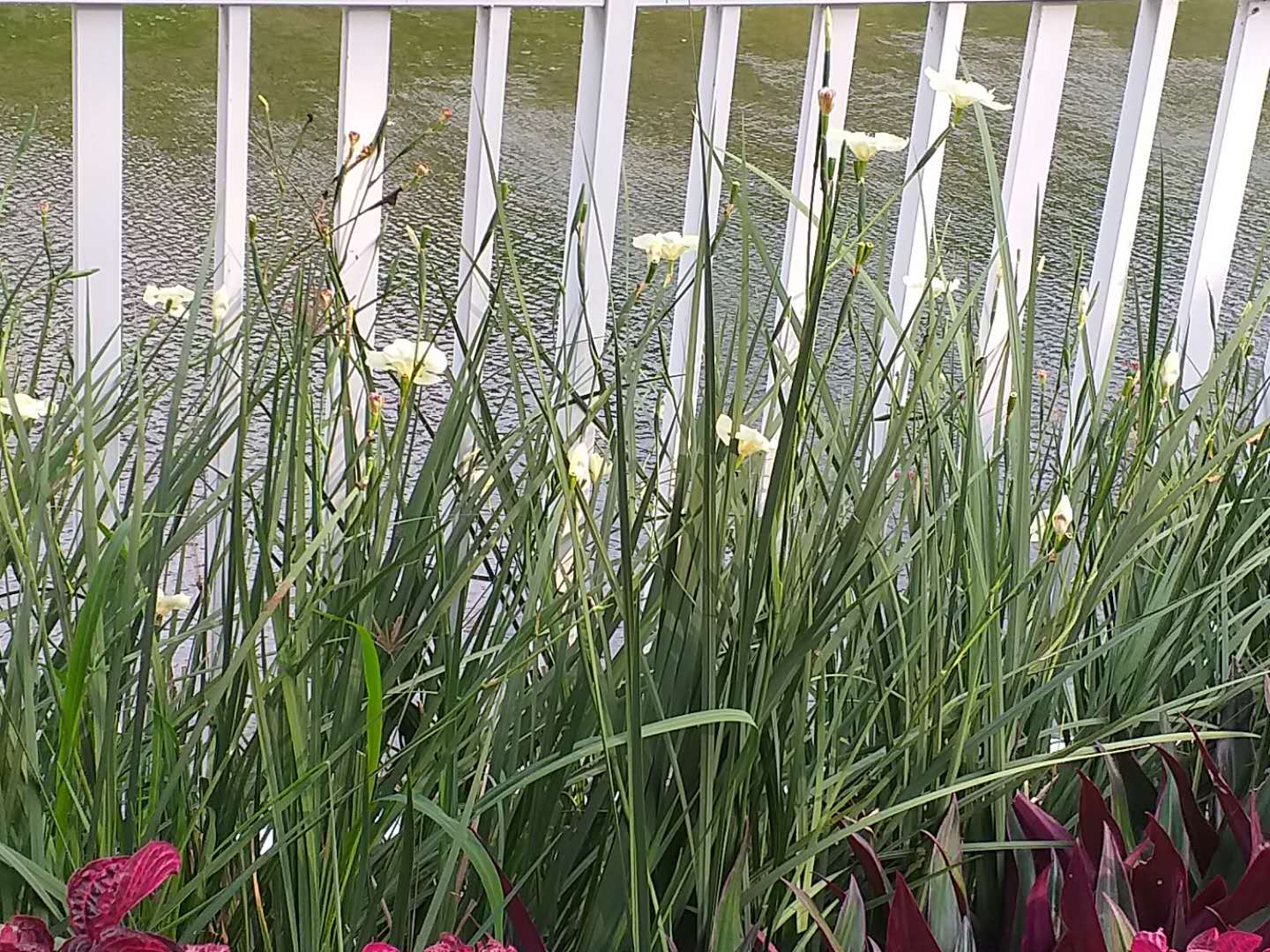
植株
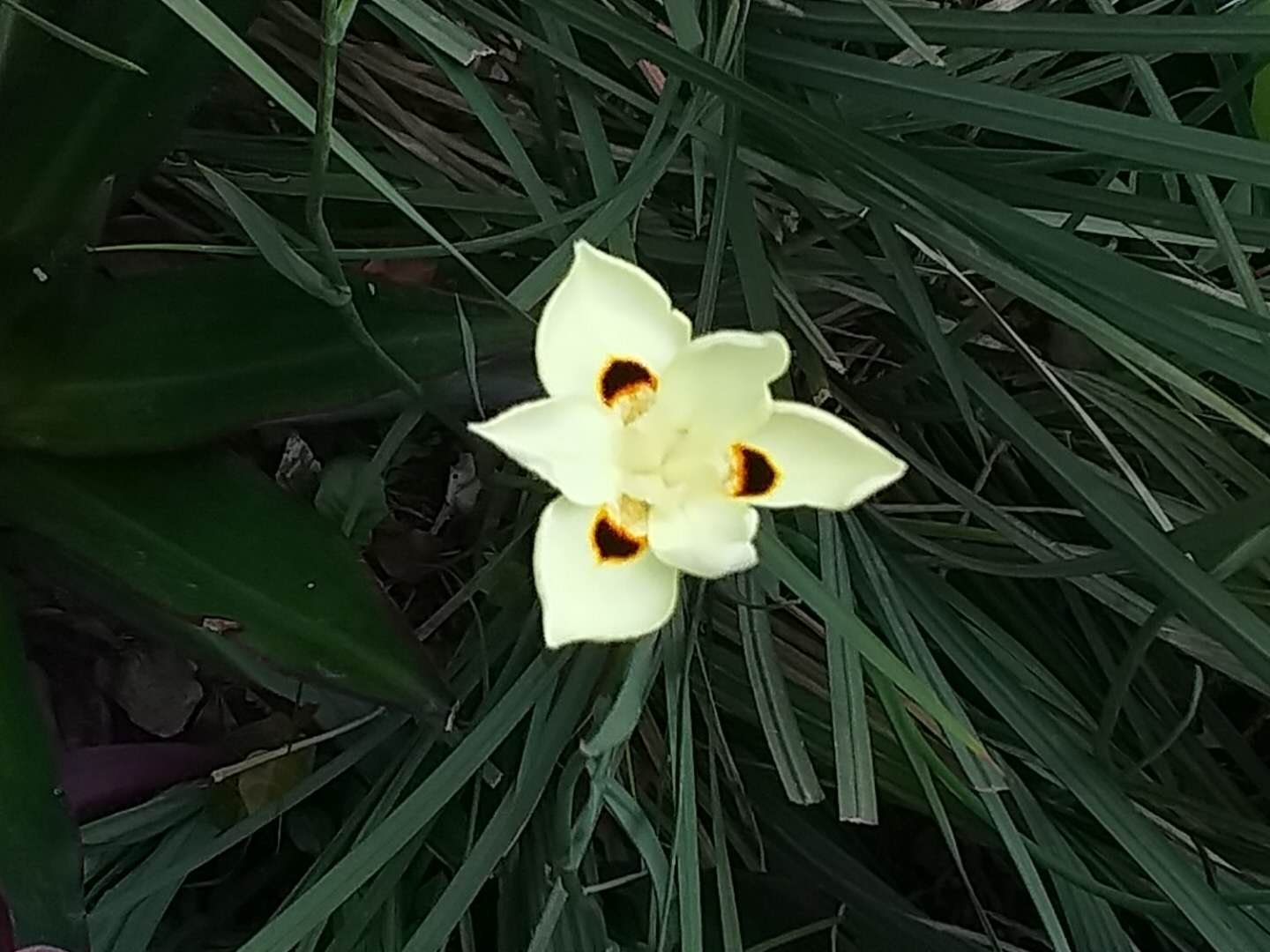
葉片具明顯中肋
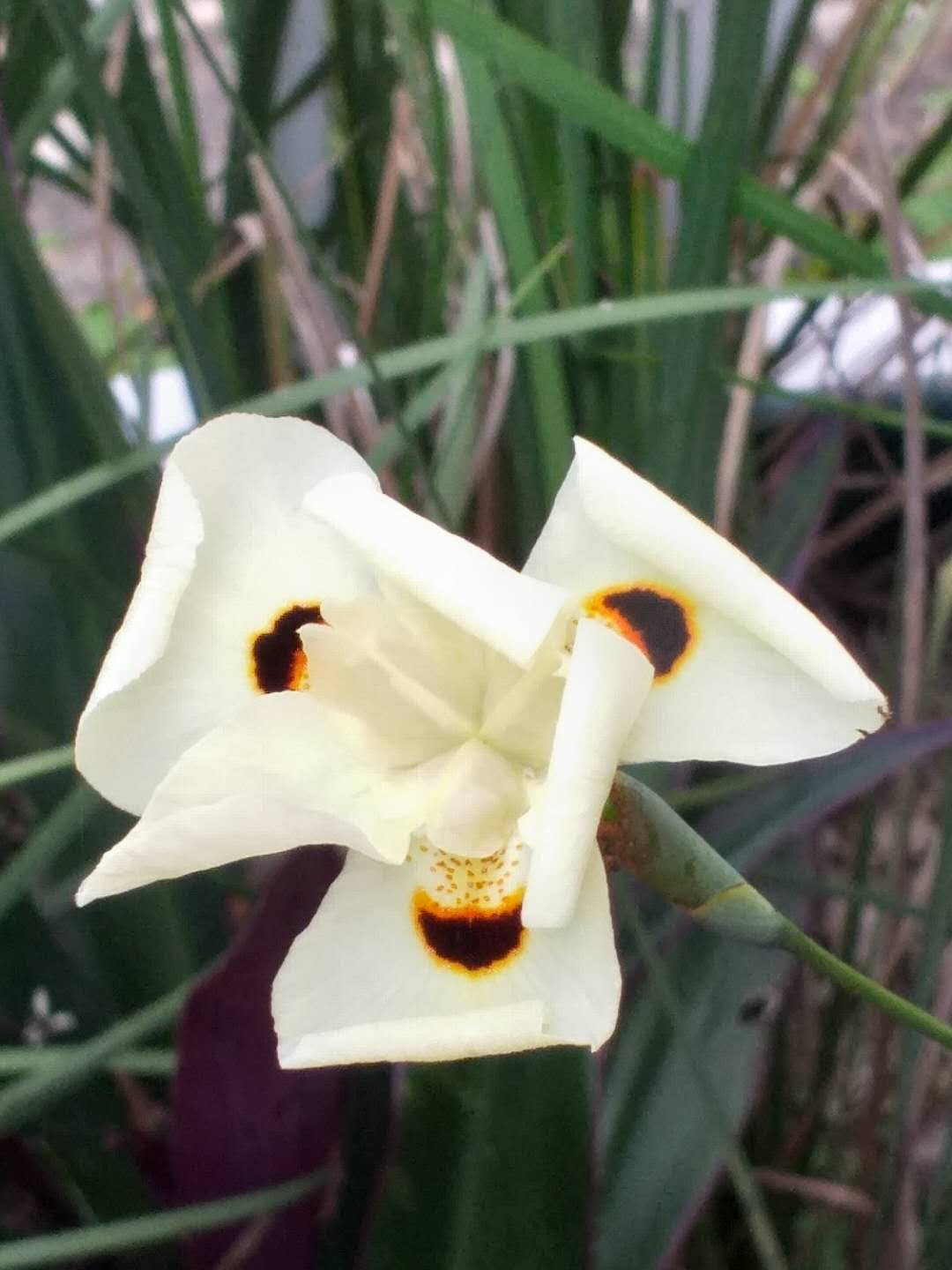
花瓣基部